# 2105
Năm 2105. Trong lịch Gregory, nó sẽ là năm thứ 2105 của Công nguyên hay của Anno Domini; năm thứ 105 của thiên niên kỷ thứ 3 và năm thứ 5 của thế kỷ 22; và năm thứ sáu  của thập niên 2100.